# 利盖特村
利盖特村（匈牙利語：Ligetfalva）是匈牙利佐洛州所辖的一个村，总面积4.73平方公里，总人口55，人口密度11.6人/平方公里（2010年1月1日）。